# 2010 v loďstvech
Tento článek obsahuje významné události v oblasti loďstev v roce 2010.

## Události

### Leden
1. ledna
- Somálští piráti unesli v Adenském zálivu nákladní loď Asian Glory plující pod britskou vlajkou a chemikálie přepravující tanker M/V Pramoni (20 000 tun) plující pod singapurskou vlajkou.[1]

18. ledna
- Somálští piráti propustili tanker MV Maran Centaurus (299 900 dwt), který zadržovali od 29. listopadu 2009. Propuštěna byla i posádka tankeru. K propuštění došlo den po předání výkupného ve výši 5,5 až 7 milionů USD. Čtyři piráti byli zabiti při sporech o rozdělení výkupného.[2]

### Únor
26. února
- Rusko projevilo zájem o zakoupení tří francouzských vrtulníkových výsadkových lodí třídy Mistral. Obchod vyvolal rozporuplnou reakci v zemích NATO.[3]

27. února
- Vlny tsunami vyvolané zemětřesením u chilského pobřeží poškodily přístav Talcahuano a v něm několik plavidel chilského námořnictva. Tři ponorky se před katastrofou pokusili uniknout na širé moře, ale ponorka Carrera (třída Scorpène) byla vlnami vržena proti mořskému dnu a poškozena. Dokázala se ale vrátit na základnu.[4]

### Březen
2. března
- Komando z dánské velitelské a podpůrné lodě HDMS Absalon, působící u Somálských břehů v rámci EUNAVFOR, obsadilo mateřskou loď somálských pirátů. Pirátská loď byla následně potopena.[5]

3. března
- Osmimetrové vlny u severovýchodního pobřeží Španělska zabily dva a zranily dalších šest cestujících na kyperské výletní lodi Louis Majesty.[6]

16. března
- Somálští piráti propustili tanker MV Theresa VIII (22 294 dwt) i jeho severokorejskou posádku; údajně výměnou za výkupné ve výši 3,5 milionů USD. Tanker byl obsazen 16. listopadu 2009.[7]

23. března
- Somálští piráti unesli tureckou kontejnerovou loď MV Frida plující pod maltskou vlajkou. K únosu došlo v mezinárodních vodách mezi Somálskem a Indií.[8]
- Somálští piráti zaútočili na nákladní loď MV Almezaan plující pod panamskou vlajkou 60 mil (97 km) jižně od města Harardhere. Útok byl odražen a soukromá ochranka zastřelila jednoho z pirátů. Je to již třetí přepadení MV Almezaan (předchozí útoky se uskutečnily 1. května a 8. listopadu 2009) a zároveň první známý případ, kdy ochranka použila smrtící prostředky pro odražení útoku.[9]

26. března
- Ve večerních hodinách se ve Žlutém moři rozlomila a potopila korveta Čchónan (천안) jihokorejského námořnictva. Ze 104 námořníků je jich 46 nezvěstných. Potopení předcházel výbuch na zádi, jehož příčiny nejsou známy. Spekulace o zásahu severokorejským torpédem se nepotvrdily.[10] Dne 15. dubna byla zadní část plavidla vyzdvižena.[11]

Kolem 28. března
- Somálští piráti unesli sedm indických lodí s až 140 námořníky na palubách.[12]

29. března
- Somálští piráti unesli kontejnerovou loď MV Iceberg 1 plující pod panamskou vlajkou s 24 členy posádky na palubě. Stalo se tak 10 námořních mil (18,5 km) od Adenu. Vedle dalších sedmi plavidel, která piráti zajali v předchozích dvou dnech, se kořistí pirátu stala i seychelská rybářská loď Galate a íránský člun, které ale byly později osvobozeny (nebo propuštěny).[13] Piráti s Icebergem zamířili k somálským břehům, později loď přejmenovali na Sea Express a začali využívat jako mateřskou loď – viz události 24. května.

### Duben
3. dubna
- Čínská loď MV Šen Neng 1 (TZ: 深能一號 ZZ: 深能一号, shén néng yī hào), převážející náklad 65 000 tun uhlí, najela 70 km východně od Great Keppel Island na Velký bariérový útes. Australané zadrželi a obvinili kapitána a prvního důstojníka ze zavinění ekologické katastrofy způsobené poškozením útesu a únikem paliva.[14]

4. dubna
- Somálští piráti unesli jihovýchodně od Adenského zálivu nedaleko Malediv v Indickém oceánu jihokorejské společnosti Samho Shipping patřící supertanker Samho Dream (319 000 dwt; ex Neptune). Tanker plul pod vlajkou Marshallových ostrovů z Iráku do USA s nákladem 1,5 milionů barelů ropy. Piráti zajali pět jihokorejských a 19 filipínských námořníků a zamířili s tankerem do přístavu Harardhere. Jižní Korea vyslala do oblasti torpédoborec Čchungmugong Yi Sun-sin[zápis?] (DDH-975 충무공 이순신) stejnojmenné třídy, který tanker dostihl ve večerních hodinách 5. dubna a začal ho sledovat. Večer 7. dubna piráti s tankerem zakotvili 7 km od somálského pobřeží.[15][16]

Noc z 20. na 21. dubna

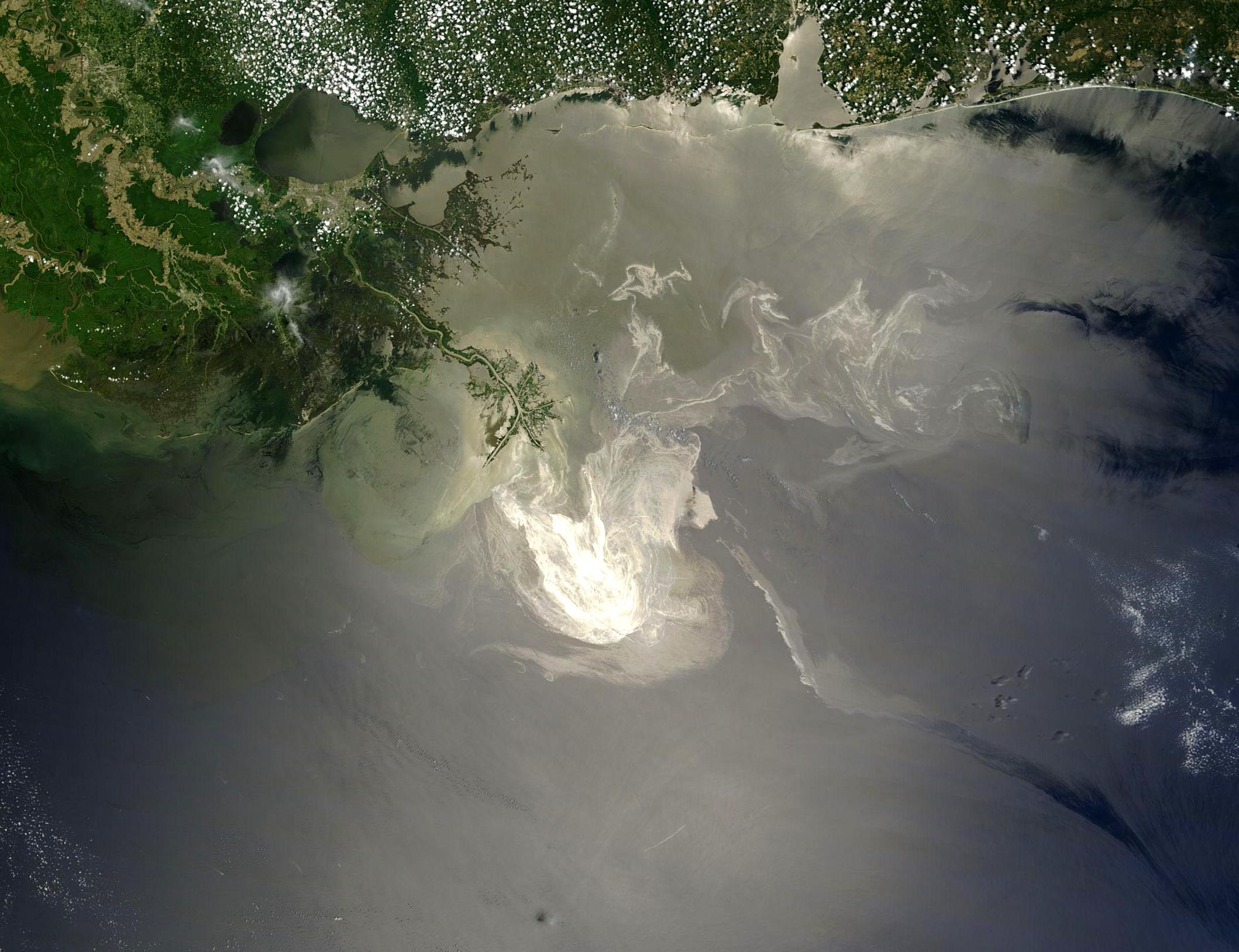
Ropná skvrna šířící ze z místa katastrofy Deepwater Horizon k 24. květnu 2010

- V Mexickém zálivu explodovala a následně se potopila ropná plošina Deepwater Horizon patřící společnosti Transocean a pronajatá BP i s 11 dělníky, kteří jsou pohřešovaní. Pátrání po pohřešovaných bylo zastaveno v pátek 23. dubna. V sobotu 24. dubna začala z potrubí v hloubce 1500 metrů unikat ropa rychlostí 1000 barelů denně.[17]

22. duben
- Írán zahájil třídenní námořní cvičení „Velký prorok V“ v Hormuzském průlivu. Během prvního dne cvičení zaútočily íránské rychlé čluny raketami na vyřazenou cílovou loď.[18]

27. dubna
- Ukrajinský parlament schválil těsnou většinou 236 hlasů prodloužení pronájmu sevastopolského přístavu o dalších 25 let (vypršení pronájmu se tedy posunulo na rok 2042) Ruské federaci, která jej využívá jako hlavní základnu pro svoje Černomořské loďstvo.[19]

### Květen
4. května
- Ruská výsadková loď Jamal (156, ex BDK-67) projektu 775 Ropucha, řízená ukrajinským lodivodem, se srazila s ukrajinským remorkérem Bugsky, který se převrátil. Tříčlenná posádka se zachránila a remorkér odtažen do Mykolajiva. Stalo se tak v deltě Dněpru, kterou Jamal proplouval cestou do ukrajinského Mykolajiva na oslavy 65. výročí konce druhé světové války.[20]

5. května
- Pod liberijskou vlajkou plující ruský tanker Moskovskij universitět (106 500 tun) s posádkou 23 Rusů a nákladem 86 000 tun ropy byl v Adenském zálivu unesen somálskými piráty. Na pomoc unesenému tankeru se vydal ruský torpédoborec Maršal Šapošnikov (Маршал Шапошников 543, ex 572, ex BPK 543, Project 1155 Fregat). Za podpory vrtulníku se komandu z Maršala Šapošnikova podařilo po půlnoci na 6. května tanker obsadit a zajmout piráty. Jeden pirát byl údajně zabit. Posádka tankeru, která se celou dobu ukrývala v zamčené a pirátům nepřístupné místnosti, vyvázla nezraněna.[21]
- Írán zahájil osmidenní námořní cvičení „Velayat-89“ v Ománském zálivu.[22]

19. května
- Torpédoborec USS McFaul navázal kontakt s unesenou kontejnerovou lodí MV Iceberg 1 (unesená 29. března), kterou údajně obsadilo 50 pirátů a drží 24člennou posádku Icebergu v zajetí. McFaul loď sleduje, ale zatím nezasáhl.[23]

25. května
- Jihovýchodně od Singapuru se srazili malajsijský tanker Bunga Kelana 3 a nákladní loď MV Wally. Jedna z nádrží tankeru praskla a do moře uniklo přes 2000 tun ropy.[24]

30. května
- Izraelské lodě za pomoci vrtulníků zaútočily na konvoj šesti lodí (jednou z nich byla turecká Mavi Marmara) přepravujících z Kypru do pásma Gazy propalestinské aktivisty a blíže nespecifikovanou „humanitární pomoc“. Incident si vyžádal 10 až 16 mrtvých a několik raněných.[25]

### Září
28. září
- Ráno se somálští piráti pokusili v úžině Bab-el-Mandeb napadnout ruskou nákladní loď. Útočníky zahnala palba ozbrojené stráže na palubě plavidla, která sestávala ze čtyř ruských veteránů speciálních jednotek z Afghánistánu a Čečenska.[26]

### Říjen
8. října
- Ráno se asi 96 kilometru západně od pobřeží Bretaňského poloostrova srazily pod maltskou vlajkou plující tanker MV YM Uranus (7000 dwt) a pod panamskou vlajkou plující plavidlo pro převoz sypkého nákladu MV Hanjin Rizhao (197 000 dwt). Poškozený a na pravobok nakloněný YM Uranus byl odtažen do Brestu.[27]

12. října
- Krátce před 7:00 SELČ se 18 námořních mil (33,3 km/h) od nizozemského Haagu srazily pod kyperskou vlajkou plující kontejnerová loď Jork Ranger (9322 dwt) a řecký tanker Mindoro (160 859 dwt). Z poškozeného levoboku tankeru vytekla do moře část přepravovaného kerosinu, která vytvořila skvrnu o délce 3 a šířce 0,6 kilometrů. Únik se podařilo zastavit přečerpáním kerosinu do nepoškozených nádrží a uniklý kerosin se začal vypařovat.[28]

19. října
- Britská vláda přijala plán úsporných opatření v ozbrojených silách, který mimo jiné počítá s propuštěním 4000 osob, předčasným vyřazením letadlové lodě HMS Ark Royal (R07) a rovněž s vyřazením kolmostartujících útočných letounů BAE Harrier II. Počítá se rovněž s prodloužením životnosti raketonosných ponorek třídy Vanguard do roku 2028. Díky tomu bude odložena stavba nové generace raketonosných ponorek.[29]

22. října
- Jaderná útočná ponorka HMS Astute (S119) najela na útes u ostrova Skye.[30]
- Indie oznámila, že má zájem o zakoupení čtyř vyřazených amerických výsadkových lodí třídy Austin. Indické námořnictvo by jimi doplnilo již dříve zakoupenou USS Trenton téže třídy, která v něm slouží jako INS Jalashwa.[31]

### Listopad
23. listopadu
- Během jihokorejského vojenského cvičení u sporné námořní hranice se Severní Koreou bylo údajně několik granátů odpáleno do Severokorejci nárokované oblasti. Na to Severní Korea reagovala dělostřeleckým útokem na jihokorejský ostrov Jon-pchjong na kterém byli zabiti dva příslušníci jihokorejské námořní pěchoty a dva civilisté.[32][33]

24. listopadu
- Z Jokosuky vyplula letadlová loď USS George Washington (CVN-73) s doprovodem, aby se zúčastnila společného cvičení s jihokorejským námořnictvem. Společné čtyřdenní cvičení bylo plánováno ještě před incidentem z 23. listopadu.[32][33]
- Z letadlové lodě HMS Ark Royal (R07) naposledy vzlétla čtveřice letounů Harrier GR.9. Ark Royal i Harrier mají být kvůli úsporným opatřením britské vlády vyřazeny.[34]

25. listopadu
- Bývalý velitel Royal Navy baron West ze Spitheadu varoval před ztrátou úderné kapacity Royal Navy v souvislosti s korejskou krizí a plánovaným vyřazením letadlové lodě Ark Royal a letounů Harrier[34]

29. listopadu
- Osmatřicetiletý Somálec Jama Idle Ibrahim byl v USA odsouzen k 30 letům vězení za spoluúčast na pirátském útoku na USS Ashland (LSD-48) z 10. dubna 2010. Stal se prvním pirátem odsouzeným v USA po 150 letech.[35]

30. listopadu
- Ruský koncern Rosoboronexport nabídl indickému námořnictvu, plánujícímu získání šesti nových konvenčních ponorek, své diesel-elektrické ponorky projektu 950 Amur 1650.[36]

### Prosinec
13. prosince
- Jihokorejská rybářská loď č. 1 In Sung se potopila asi 2000 km jižně od Nového Zélandu v Jižním oceánu, severně od antarktické základny McMurdo. Dvacet rybářů zachránila jiná rybářská loď, nejméně pět rybářů zahynulo.[37]

14. prosince
- V egyptské Alexandrii se potopila italská nákladní loď Jolly Amaranto převážející mimo jiné malířské a tiskařské barvy. Po poruše motoru byla loď odvlečena do přístavu a tam se při vykládce potopila. Všech 21 členů posádky se zachránilo.[38]

14. prosince
- Ruský vicepremiér Sergej Ivanov potvrdil, že ruské námořnictvo až do roku 2020 nepočítá se stavbou nové letadlové lodi. Rusko na takové plavidlo nemá finance.[39]

15. prosince
- Dřevěná loď s uprchlíky z Iráku a Íránu ztroskotala na útesech Vánočního ostrova. Odhaduje se, že zahynulo nejméně 48 uprchlíků. Přežilo 42 lidí.[40]

17. prosince
- U tureckého pobřeží v Antalii ztroskotala bolivijská nákladní loď Sea Bright, která v bouři najela na útes a z proražené nádrže uniklo do moře palivo. Osmnáct členů posádky bylo zachráněno, devatenáctý je pohřešován.[41]

24. prosince
- Francouzský prezident oficiálně potvrdil uzavření francouzsko-ruské dohody na společné stavbě dvou nejmodernějších francouzských výsadkových a velitelských lodí třídy Mistral s možností stavby dalších dvou jednotek přímo v Rusku. Rusku kontrakt umožní přístup k nejmodernějším technologiím zemí NATO.[42]

## Lodě spuštěné na vodu
- 8. května 2010 –  Lipsko – dvoupalubová osobní loď na Brněnské přehradě

- 18. listopadu –  Ťing-kang-šan (999) – výsadková doková loď typu 071[43]

- 4. prosince –  USS Fort Worth (LCS-3) – druhý ověřovací kus Littoral Combat Ship třídy Freedom[39]

## Lodě vstoupivší do služby
- 16. ledna –  USS Independence (LCS-2) – ověřovací kus Littoral Combat Ship třídy Independence

- 18. ledna –  HNoMS Thor Heyerdahl (F314) – fregata třídy Fridtjof Nansen

- 10. února –  Almirante Montt – tanker třídy Henry J. Kaiser[44]

- 21. února –  Džamárán – fregata třídy Moudž [45]

- 24. února –  USNS Matthew Perry (T-AKE-9) – zásobovací loď třídy Lewis and Clark[46]

- březen –  Ijtihad (17) a Berkat (18) – hlídkové lodě třídy Ijtihad

- 6. března –  USS Dewey (DDG-105) – torpédoborec třídy Arleigh Burke

- 18. března –  P21, P22, P23 & P24 – hlídkové čluny třídy P21

- 25. března –  Unrjú (SS-502) – ponorka třídy Sórjú[47]

- 27. března –  USS New Mexico (SSN-779) – ponorka třídy Virginia[48]

- 29. dubna –  INS Shivalik (F47) – fregata projektu 17[49]

- 6. května –  Sankt-Petěrburg (B-585) – dieselová ponorka projektu 677 Lada[50]

- 6. května –  HMNZS Wellington (P55) – oceánská hlídková loď třídy Protector[49]

- 7. května –  USCGC Waesche (WMSL-751) – kutr pobřežní stráže třídy Legend[49]

- 3. června –  HMS Dauntless (D33) – torpédoborec třídy Daring

- 12. června –  Lipsko – dvoupalubová osobní loď na Brněnské přehradě

- 24. června –  Juan Carlos I (L-61) – vrtulníková výsadková loď

- 29. června –  INS Cankarso (T 73) a INS Kondul (T 74) – hlídková loď třídy Car Nicobar

- 14. července –  USNS Charles Drew (T-AKE-10) – zásobovací loď třídy Lewis and Clark[51]

- 31. července –  USS Missouri (SSN-780) – ponorka třídy Virginia[52]

- srpen –  Syafaat (19) a Afiat (20) – hlídkové lodě třídy Ijtihad

- 25. srpna –  NOAAS Bell M. Shimada (R 227) – výzkumná loď[53]

- 27. srpna –  HMS Astute (S119) – jaderná útočná ponorka třídy Astute

- 31. srpna –  Julgok I I (DDG-992) – torpédoborec třídy Tchedžo Veliký

- 15. září –  PNS Saif (253) – fregata třídy F-22P/Zulfiquar[54]

- 1. října –  Grigoropoulos (P 70) – raketový člun třídy Roussen

- 14. října –  INS Kalpeni (T 75) – hlídková loď třídy Car Nicobar

- 29. října –  Cantabria (A-15) – bojová zásobovací loď

- 1. listopadu –  Erfurt (F262) – korveta třídy Braunschweig[55]

- 13. listopadu –  USS Jason Dunham (DDG-109) – torpédoborec třídy Arleigh Burke[56]

- 20. listopadu –  USS Gravely (DDG-107) – torpédoborec třídy Arleigh Burke[57]

- 21. listopadu –  Triglav (2010) – hlídkový člun Projektu 10412 Světljak[39]

- 22. prosince –  Kontradmirál Kolčin – arktická hlídková loď projektu 22120